# Uruguay i olympiska sommarspelen 1964
Uruguay deltog med 23 deltagare vid de olympiska sommarspelen 1964 i Tokyo. Totalt vann de en bronsmedalj.

## Medalj

### Brons
- Washington Rodríguez - Boxning, bantamvikt .